# 族長時代
族長時代（ぞくちょうじだい、ヘブライ語: תקופת האבות）とは旧約聖書における時代区分を表すユダヤ教、及びキリスト教の概念で、アブラハムの誕生（ユダヤ暦1948年/西暦B.C1812年）から出エジプト（ユダヤ暦2448年/西暦B.C1312年）までの期間を指している。

## 族長
イスラエル民族の族長とされているのは以下の人物である。主な家族と併せて紹介する。
- アブラハム（妻はサラ）
- イサク（妻はリベカ）
- ヤコブ（妻はラケルとレア：ヤコブには二人の正妻がいる）
- イスラエルの十二支族と呼ばれるヤコブの息子たち
  1. ルベン
  2. シメオン
  3. レビ
  4. ユダ
  5. ダン
  6. ナフタリ
  7. ガド
  8. アシェル
  9. イッサカル
  10. ゼブルン
  11. ヨセフ
    - ヨセフの息子たち
      1. エフライム
      2. マナセ

  12. ベニヤミン
- モーセ（兄はアロン、妹はミリアム）

## 民族の父母

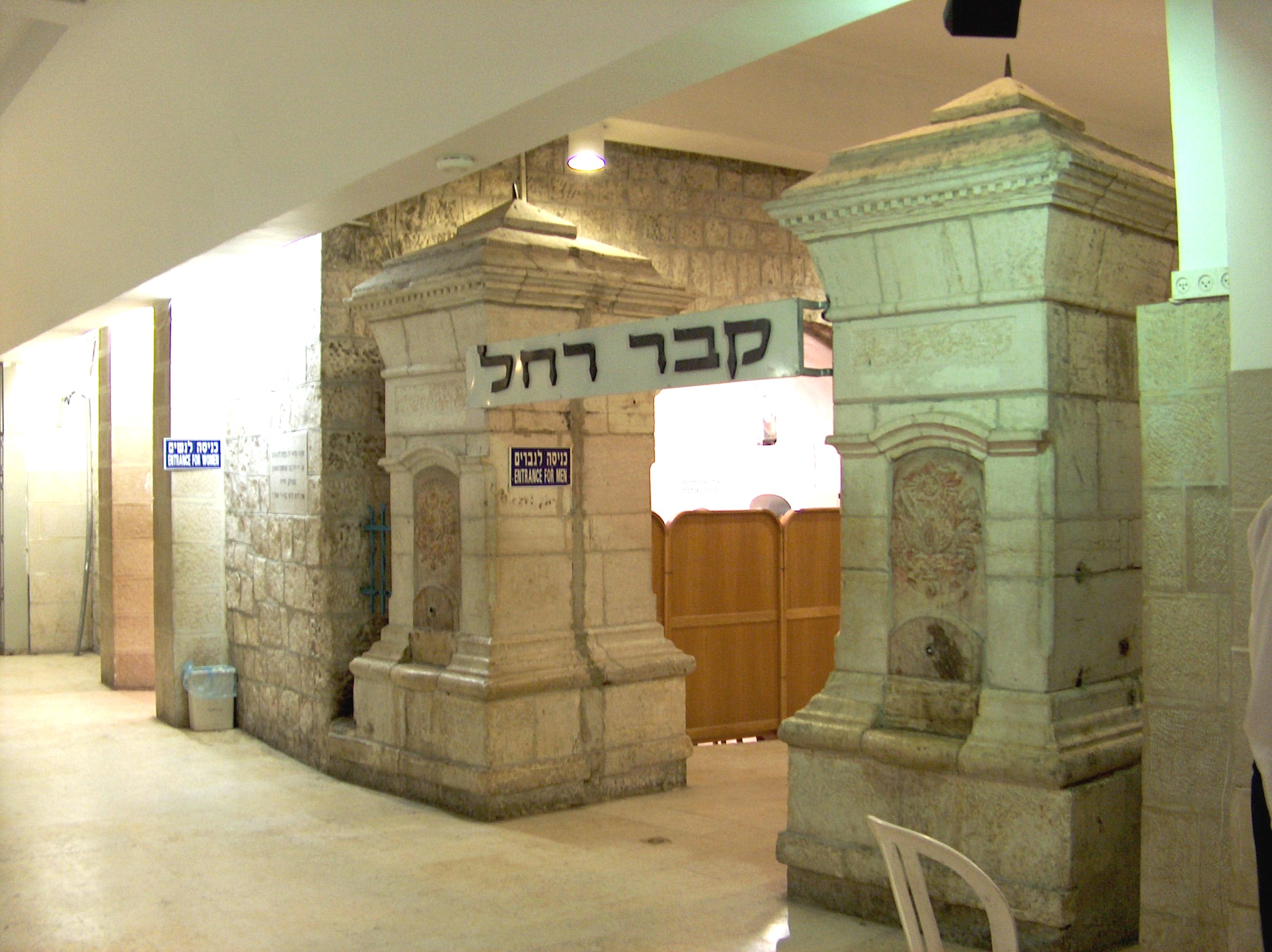
ラケルの墓（ベツレヘム）。

ユダヤ教においてはこの期間の初期を「民族の父母」（אבות האומה ואימותיה）という名称で呼ぶこともあるのだが、その父母を以下に述べる。
- アブラハムとサラ
- イサクとリベカ
- ヤコブとラケルとレア

『創世記』の記述に従えば、ユダヤ民族とユダヤ教、すなわち一神教崇拝は彼らによって確立されたことになっている。また、彼らは以下の概念によって分類されることもある。
- シュロシェット・ハ=アボット（三人の父）：アブラハム、イサク、ヤコブ
- アルバア・ハ=イマホット（四人の母）：サラ、リベカ、ラケル、レア

なお、ビルハとジルパはヤコブの側女という立場であったため、後に十二支族の族長となるダン、ナフタリ（ビルハ）、ガド、アシェル（ジルパ）を彼との間に儲けているにもかかわらず、「民族の母」の範疇には含まれていない。ただし、彼女たち二人も含めたヤコブに関わる四人の女性をひと括りに語る場合、それぞれの頭文字（ビルハ：בלהה／ラケル：רחל／ジルパ：זלפה／レア：לאה）を取って、「バルゼル」（ברזל：「鉄」の意）と呼ぶこともある。
アブラハムとイサクとヤコブは、神と語り合うことができる霊的な力を帯びた預言者として描写されている。彼らの一族は偶像崇拝が支配的はカナン地方ではマイノリティーであり、互いの文化も相容れないものであった。にもかかわらず、神は三人に対して、彼らの子孫の中からカナンの地を相続すべく特別に選ばれた民が誕生することを約束する。
『創世記』、及びユダヤ教の伝承では、上記の父母のうちラケルを除いた六人はヘブロンにあるマクペラの洞穴に埋葬されたとしている。ラケルが埋葬されたとされる場所はベツレヘムにあり、現在その場所にはラケルの墓が建てられている。